# Polydesmus subulifer
Polydesmus subulifer är en mångfotingart som beskrevs av Henri W. Brölemann 1892. Polydesmus subulifer ingår i släktet Polydesmus och familjen plattdubbelfotingar. Utöver nominatformen finns också underarten P. s. carranus.